# Гайдамацкое восстание (1750)

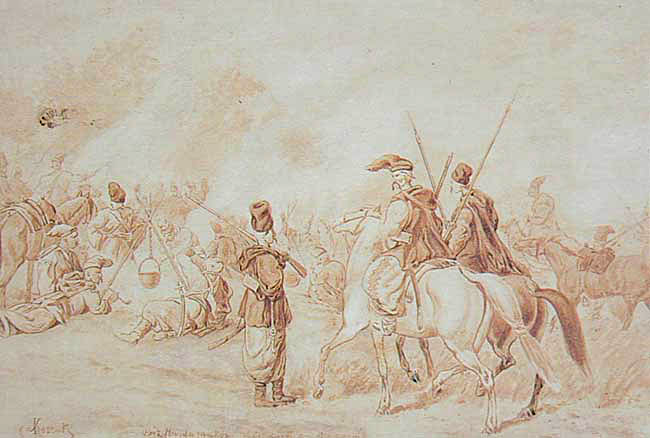
Юлиуш Коссак «Табор гайдамаков»

Гайдамацкое восстание 1750 года — восстание гайдамаков против феодально-крепостного гнёта Речи Посполитой на Правобережной Украине.
После разгрома польскими войсками Гайдамацкого восстания 1734 года гайдамаки не прекратили вооруженной борьбы. Их небольшие отряды разоряли и жгли небольшие городки, местечки и шляхетские имения, грабя и убивая их владельцев, католиков и евреев-арендаторов.
В 1742—1743 годах атаман Кузьма Гаркуша со своим отрядом действовал в окрестностях Лисянки. В 1747 году из Киева на территорию Киевского воеводства, входившего в состав Речи Посполитой, прорвались небольшие отряды под руководством Гапона, Кощиенко, Бородавки и Харитона Каняхина, который стали грабить магнатские и шляхетские имения. Были взяты местечки Гостомель и Чернобыль. Другие отряды гайдамаков вступили в польские владения из степи и опустошили окрестности Винницы. В 1749 году в районе Белой Церкви появился отряд гайдамаков под командованием атамана Ивана Бороды. Часть местных казаков, находившихся на польской службе, присоединилась к мятежникам. Они напали на Фастов, взяли замок и разорили местечко. Другой отряд во главе с Блакитенко разорял шляхетские усадьбы на реке Рось. В южной части Киевского воеводства действовал гайдамацкий отряд под руководством атаманов Невенчанного, Беркута и Середы.
Весной 1750 года началось очередное гайдамацкое восстание на Правобережной Украине. Несколько гайдамацких отрядов вступило на территорию Речи Посполитой со стороны степи и Киевского округа. Регулярное польское войско, сформированное для защиты южных владения Речи Посполитой от набегов гайдамаков, было полностью не подготовлено для отражения противника. По данным польского командования более 1000 гайдамаков вступило в пограничные воеводства. Украинские крестьяне сочувствовали и оказывали поддержку гайдамакам. После появления первых гайдамацких отрядов коронный региментарий Ожга разослал универсал к шляхте, призывая её собирать и вооружать надворных казаков для борьбы с гайдамаками. Через две недели Ожга разослал второй универсал, в котором предлагал шляхтичам вооружить своих крепостных крестьян, но предостерегал шляхту, что многие из крестьян связаны с гайдамаками. Коронный региментарий приказал шляхтичам арестовывать и доставлять на военный суд всех крестьян, заподозренных в связях с гайдамаками.
Во время появления гайдамаков на территории украинских воеводств местные крепостные крестьяне стали в большом количестве переходить на их сторону, другие снабжали восставших провиантом, укрывали отбившихся гайдамаков и служили проводниками повстанцам.
Увеличив свою численность за счёт беглых крестьян, гайдамаки стали действовать смелее и решительнее. Гайдамацкие отряды, прорвавшиеся на территорию Киевского воеводства со стороны реки Тясмин, «собравшись в большом числе конных и пеших» атаковали местечко Мошны, принадлежавшее великому гетману литовскому Михаилу Радзивиллу Рыбоньке. Мятежники взяли местечко и перебили в нём евреев, затем в течение дня штурмовали городской замок. Оттуда гайдамаки бросились на Белую Церковь, самую сильную из польских крепостей на Киевщине. Было опустошено Чигиринское староство, откуда бежал местный губернатор вместе с гарнизоном. Небольшой отряд Мартына Тесли, отделившийся от основных сил гайдамаков, дважды, летом и осенью совершал набеги на местечко Володарку, разорив её.
В это же самое время другие гайдамацкие отряды вступили на территорию Брацлавского воеводства через реку Синюху. Повстанцы захватили и сожгли город Умань, где разорушили католический костёл, перебили многих ксендзов, шляхту и евреев. Затем гайдамаки разорили Гранов и двинулись на Винницу, столицу воеводства. Ночью гайдамаки ворвались в городской замок, уничтожили документы, хранившиеся в городской канцелярии, и ограбили купцов-евреев, пытавшихся найти убежище в Виннице. Из Брацлавщины гайдамаки ворвались в Подольское воеводство, где захватили город Летичев. В нём повстанцы разорили доминиканский монастырь и захватили богатое имущество местной шляхты. В августе отряд гайдамаков под руководством Алексея Письменного взял и разорил город Фастов на границе Киевского Полесья.
В Полесье гайдамацкие отряды, прибывшие из степей, соединились с мелкими отрядами, вышедшими в течение весны и лета из Киевского округа. Гайдамацкие отряды, пришедшие из Киевского округа, были сформированы из крестьян, принадлежавших киевским монастырям. Один из таких отрядов под начальством атамана Ивана Подоляки взял замок Радомышль и в течение нескольких месяцев разорял киевское, овручкое и мозырьское Полесье. Другие отряды действовали вдоль всей долины р. Припять, где разоряли и грабили шляхетские имения. Гайдамаки ограбили монастырь цистеров в Кимбаровке, под Мозырем, и опустошили имения Пинской иезуитской коллегии, проникнув на левый берег Припяти. Шляхта в Полесье, чувствовавша себя до этого в безопасности, была в панике. В октябре 1750 года крупные отряды правительственных сил и местная милиция были отправлены в Полесье для борьбы с гайдамаками.
Таким образом, в 1750 году крупные гайдамацкие отряды действовали в Киевском, Брацлавском и Подольском воеводствах Речи Посполитой. Местные шляхтичи не получали доходов со своих имений, из которых крестьяне или сами уходили к гайдамакам или призывали их на помощь. «Плачевно состояние нашего воеводства, — сообщали киевские дворяне в послании к великому коронному гетману Юзефу Потоцкому, у которого они просили помощи, — оно лишено всякой защиты и помощи, между тем как постоянно усиливается своеволие гайдамаков, врывающихся в наше воеводство из-за русской границы; они опустошают страну, проливают невинную кровь и не щадят священных храмов. Пусть гетман станет нашим консулом, нашим Гектором!»
Атаманами повстанческих отрядов в 1750 году были Михаил Сухой, Прокоп Таран, Павел Мачула, Олекса Лях, Мартин Тесля, Иван Вовк, Алексей Майстренко, Павленко, Дубина, Василий Малешко.
Польские регулярные войска не могли справиться с повстанцами. Так, отряд гайдамаков (320 чел.) под руководством Михаила Сухого разгромил большой польский отряд, из которого 50 человек было убито и около 100 получили ранения, а остальные разбежались.
Русское правительство опасалось распространения гайдамацкого восстания из польских владений на Левобережную Украину (Гетманщину). Еще в 1737 году по приказу генерал-фельдмаршала Хрисофора Миниха вдоль польско-русской границы на Украине были расставлены воинские заставы, которые должны были не пропускать на русскую территорию отряды гайдамаков и запорожских казаков. Главные заставы находились в Вышгороде, Кременчуге, Крылове, Орловской и Архангелогородской крепостях.
В 1750 году киевский генерал-губернатор генерал-аншеф Михаил Иванович Леонтьев, получив первые донесения о гайдамацких выступлениях на правом берегу Днепра, отправил подкрепления во все погранинчные заставы. В один только Кременчуг было послано полторы тысячи драгун. 20 декабря 1750 года[по какому календарю?] гетман Левобережной Украины Кирилл Разумовский уведомил казацких старшин, что повстанцы «в прикордонних містах кривду і розорення чинять. А тому проти них в задніпровські міста з великоросійських і малоросійських військ додаткові команди відправлені».
Русские войска действовали на Правобережной Украине еще с лета 1750 года. Вблизи местечка Стайки, под Каневом, 150 русских напало на меньший по численности отряд гайдамаков под руководством Алексея Майстренко (75 чел.) и разбили его.
Совместными усилиями русские и польские войска подавили гайдамацкое восстание на Правобережной Украине. Главной причиной поражения было отсутствие у повстанцев единого командования и плохое вооружение. Небольшие и стихийно созданные гайдамацкие отряды, имевшие собственных атаманов и действовавшие самостоятельно, не могли выстоять против регулярной армии.
Несмотря на подавление восстания, в последующие годы небольшие гайдамацкие выступление происходили: в 1754 году в районе Житомира, в 1757 году — Немирова и Умани, в 1761 году — Лисянки, в 1764 году — Винницы.